# ويليام هيجنز
ويليام هيجنز (بالإنجليزية: William Higgins)‏ (1763 – يونيو 1825) كيميائي أيرلندي كان من الداعمين الأوائل للنظرية الذرية، واشتُهر بآرائه حول الترابط الكيميائي. فتحت شهرة هيجنز المجال لبروز الكيمياء كمهنة خلال عصر الثورة الصناعية. لم يكن هيجنز محبوبًا في المجتمع اللندني لسلوكه السئ وميله إلى الانغماس في العداوات الشخصية. وبفضل توليه عددًا من المناصب العلمية، بالإضافة إلى موارد عائلته، أصبح هيجنز رجلاً غنيًا جدًا.

## سيرته

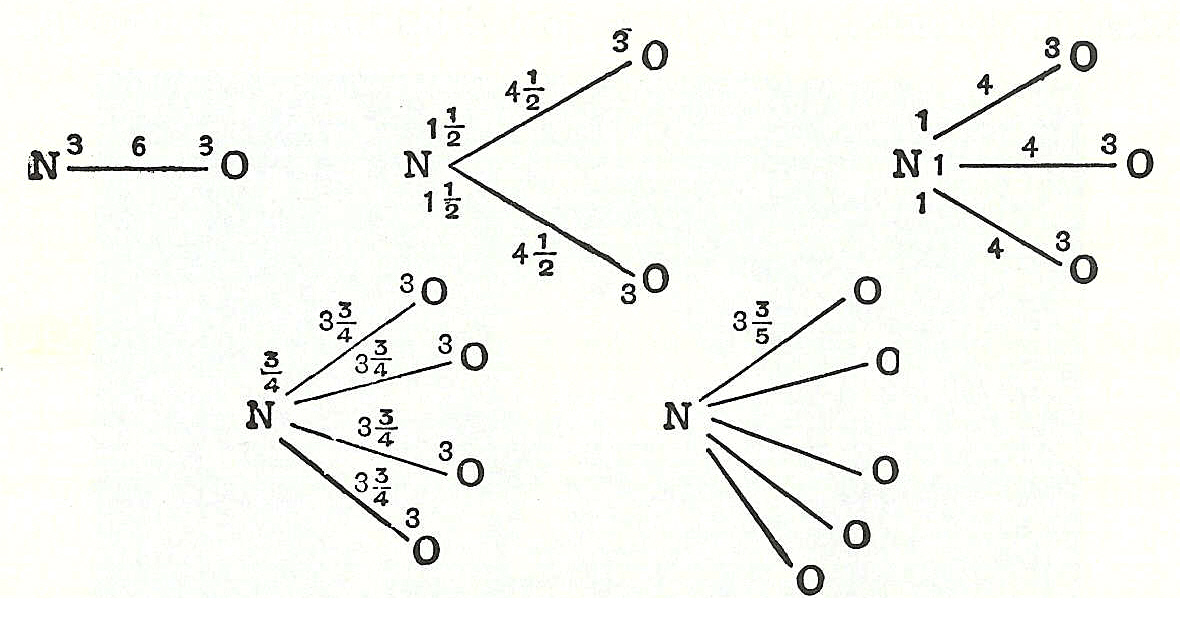
جسيمات هيجنز المُطلقة

ولد هيجنز في كولوني في مقاطعة سليجو بأيرلندا، لأسرة معروفة من الأطباء حيث كان الطفل الثاني لتوماس هيجنز الطبيب الذي درس في جامعة إدنبرة، وكان عمه بريان هيجنز كميائيًا بارزًا. وعندما كان طفلاً أُرسل ويليام إلى لندن ليُقيم مع عمه. وبتوجيه من عمه، انغمس ويليام في عالم الكيمياء التجاربية، حيث ساعد عمه في تجاربه حول حمض الخليك. وفي سنة 1785 م، قام هيجنز بجولة حول إنجلترا زار فيها عددًا من المصانع الكيميائية. وفي سنة 1788 م، التحق بكلية بيمبروك في أوكسفورد، ولكنه لم يُكمل تعليمه بها لينال درجة جامعية. قضى بعد ذلك أربعة سنوات في لندن، حيث أصدر طبعتان من كتابه البارز «دراسة مقارنة حول نظريات المؤيدة الفلوجستون والمعارضة لها» التي وضّح كثيرًا نظرية جون دالتون الذرية التي وضعها قبل 19 سنة قبل ذلك التاريخ.
وبعد خلاف مع عمه، غادر ويليام لندن، وعاد إلى دبلن ليعمل ككيميائي في مجلس الصيادلة الأيرلندي سنة 1792 م. انشغل ويليام بتجهيز معمله، وحضور اجتماعات الأكاديمية الملكية الأيرلندية، والعمل بدوام جزئي في مجلس الكتان الأيرلندي. للأسف، تعرضت الشركة لمشاكل مالية، وفقد هيجنز وظيفته. وبتوصية من ريتشارد كيروان، أصبح ويليام مشرفًا على مجلس ليسكاين للمعادن، ثم أصبح أستاذًا للكيمياء في الجمعية الملكية في دبلن.
في سنة 1803 م، حصل ويليام على إجازة من الجمعية التي المشاركة في لجنة في لندن لاختيار مقياس لثقل السائل النوعي لقياس قوة المشروبات الكحولية. وهناك التقى همفري ديفي الذي كان مقرّبًا إلى عمه. كان ديفي واحدًا ممن رشّحوا ويليام لعضوية الجمعية الملكية سنة 1806 م. في سنة 1810 م، ازدهرت علاقة ويليام وهمفري، حيث روّج همفري لمطالبات ويليام بأحقيته في اكتشاف النظرية الذرية الكيميائية. ادعى ويليام أن اكتشافه للنظرية ورد في كتابه «دراسة مقارنة» الذي قال بأنه أوضح فيه آليات التفاعلات المحتملة بين الجسيمات المُطلقة باستخدام الرسوم البيانية للجزيئات المتفاعلة وقوى التآلف بينهم.
توفي ويليام هيجنز في يونيو 1825 في شارع غرافتون في دبلن.